# رودخانه یرما
رودخانه یرما (به انگلیسی: Jerma) رودخانه‌ای است که در بلغارستان و صربستان جریان دارد.